# Laura Gore
Laura Gore (30 de septiembre de 1918 – 27 de marzo de 1957) fue una actriz italiana. Participó en cerca de 40 películas entre 1945 y 1955. Nació en Bussoleno, Turín, como Laura Emilia Regli. 
Mientras estudiaba contabilidad, en 1940 ganó la octava edición del concurso de canto "L'ora del dilettante", organizado en el Teatro Carlo Felice en Génova. Después de participar en el concurso, Gore inició de forma inmediata una exitosa carrera en el mundo musical y más tarde como actriz de cine, radio y teatro. Por dos temporadas consecutivas (1949-50 y 1950-51) fue miembro de la compañía de teatro de Eduardo De Filippo. También estuvo activa como actriz de voz y de doblaje.
Gore falleció de un paro cardíaco a los 38 años. Estaba casada con el oficial del ejército Agostino Golzi.

## Filmografía seleccionada
- Romulus and the Sabines (1945)
- His Young Wife (1945)
- The Ways of Sin (1946)
- Partenza ore 7 (1946)
- The Captain's Daughter (1947)
- The Firemen of Viggiù (1949)
- Side Street Story (1950)
- Tomorrow Is Another Day (1951)
- Lulu (1953)
- Matrimonial Agency (1953)
- Schiava del peccato (1954)
- The Three Thieves (1954)
- Desperate Farewell (1955)